# Cửa Lò
Cửa Lò est une ville de niveau district de la Province de Nghệ An dans la côte centrale du Nord  au Vietnam.

## Étymologie
D'après les textes de Thiều Chửu et du Dr Lê Chí Quế, "cửa-lò" était une prononciation classique-annamite du mot malayo-polynésien "kuala" qui signifie le point où deux rivières se rejoignent ou un estuaire.

## Géographie
La superficie du district est de 28 km2.